# ويليام إس. جاكسون
ويليام إس. جاكسون (بالإنجليزية: William S. Jackson)‏ هو محامي وسياسي أمريكي، ولد في 1892، وتوفي في 23 نوفمبر 1932. حزبياً، نشط في الحزب الديمقراطي.